# Rubus acuminatus
Rubus acuminatus là loài thực vật có hoa trong họ Hoa hồng. Loài này được James Edward Smith miêu tả khoa học đầu tiên năm 1819.